# Sankt Margareten im Rosental
Sankt Margareten im Rosental (szlovénül Šmarjeta v Rožu) osztrák község Karintia Klagenfurtvidéki járásában. 2016 januárjában 1068 lakosa volt. 

## Elhelyezkedése

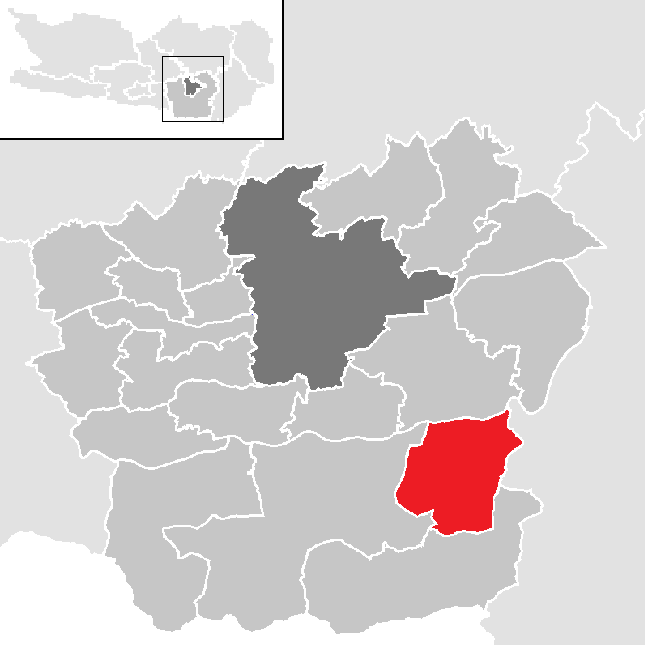
Sankt Margareten im Rosental a Klagenfurtvidéki járásban

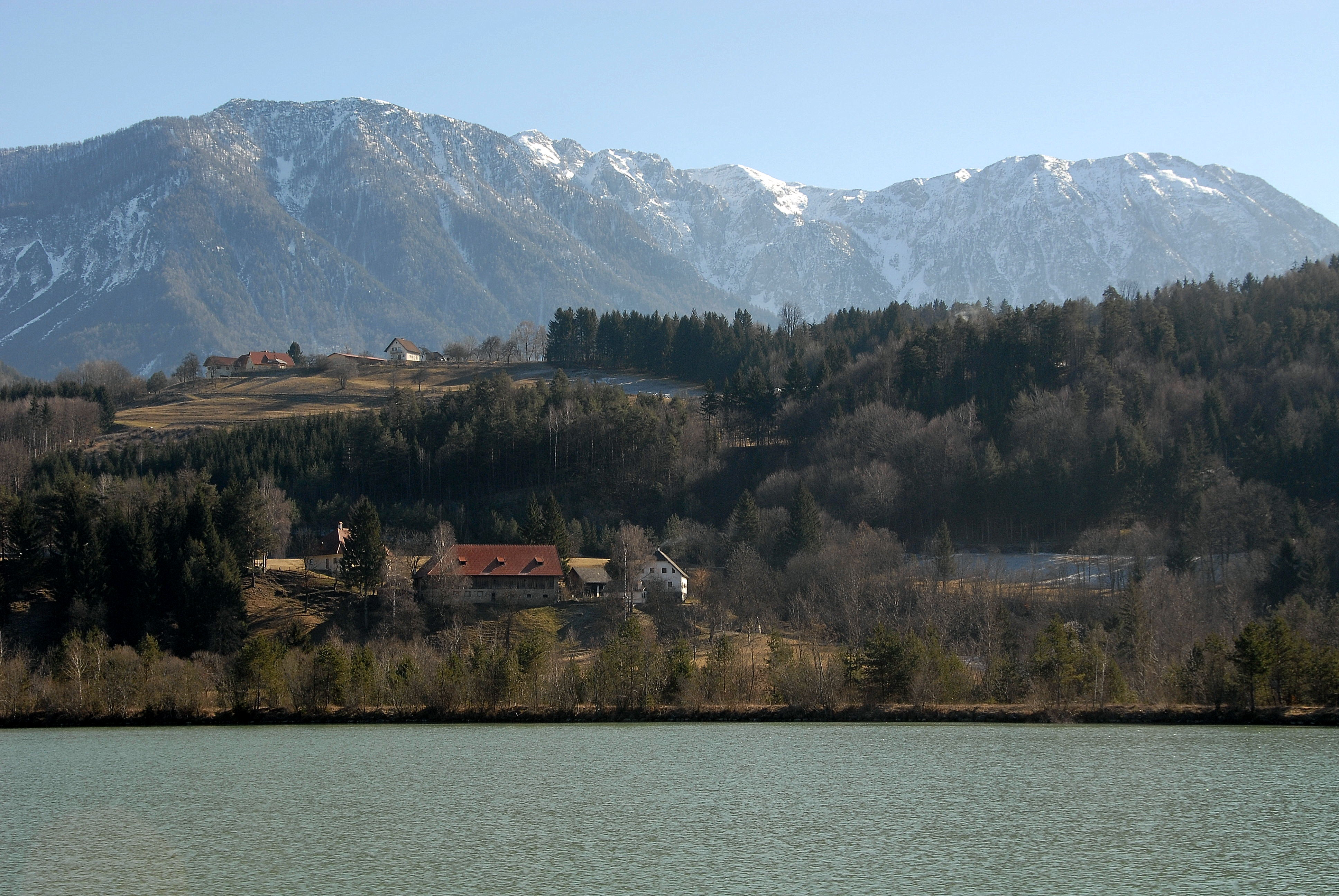
Látkép a Dráva felől

Sankt Margareten im Rosental Karintia déli részén fekszik a Rosental völgyében, a Karavankákhoz tartozó Hochobir-hegy tövében. Északról a Dráva, keletről a Freibach folyó, délről és nyugatról pedig Karavankák hegyvonulatai határolják. Az önkormányzat 12 falut és egyéb településrészt fog össze: Dobrowa (21 lakos), Dullach (37), Gotschuchen (226), Gupf (72), Hintergupf (26), Homölisch (5), Niederdörfl (168), Oberdörfl (82), Sabosach (42), Sankt Margareten im Rosental (270), Seel (22), Trieblach (100).
A környező települések: délre Zell, nyugatra Ferlach, északra Ebenthal in Kärnten, keletre Gallizien.

## Története
Sankt Margareten területe csak viszonylag későn népesült be, a Rosentalban csak 1200 körül jöttek létre az első települések, amelyek Hollenburg várának vagy a viktringi apátságnak tartoztak feudális kötelezettségekkel. 
A 16. században érlelőhelyekre bukkantak a Karavankákban és Sankt Margareten virágzó bányászközséggé vált. Lakói a bányászaton kívül mezőgazdasággal foglalkoztak és ismert volt kádárairól is. Még az 1930-as években is kb. 30 hordókészítő iparosműhely működött a községben; mára csak kettő maradt belőlük, amelyek leginkább szuveníreket készítenek.
Sankt Margareten önkormányzata 1850-ben alakult meg és területe azóta lényegében nem változott. 1902-ben Sankt Margarethen im Rosenthale-re módosította a nevét, amelynek 1957-ben módosították a helyesírását.  

## Lakossága
A Sankt Margareten-i önkormányzat területén 2016 januárjában 1068 fő élt, ami visszaesést jelent a 2001-es 1133 lakoshoz képest. Akkor a helybeliek 97,3%-a volt osztrák, 1,2% német állampolgár. A szlovén kisebbség aránya elérte a 12%-ot. 94,3% római katolikusnak, 2,3% evangélikusnak, 2,5% pedig felekezet nélkülinek vallotta magát. 

## Látnivalók
- Szt. Margit-plébániatemplom

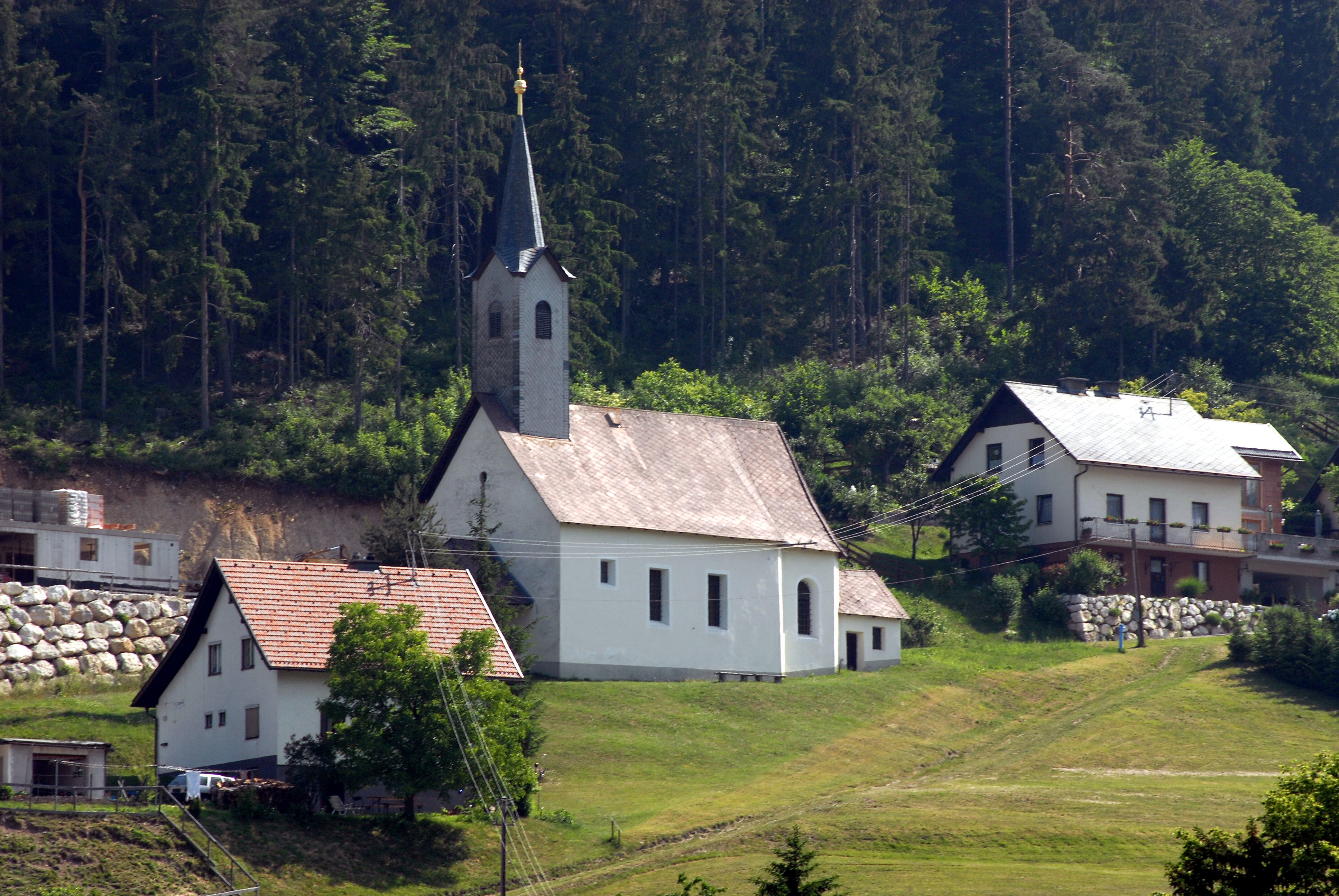
Oberdörfl temploma

- Niederdörfl Szt. Tamás-templomát 1430-ban említik először. 1757-ben átépítették.
- a Hintergupf melletti, 1535 m magasan fekvő Szt. Anna-kápolnát csak gyalog lehet elérni
- a gupfi gleccsercsiszolat
- a hintergupfi geológiai körút
- "Expi" tudományos bemutatóközpont Gotschuchenben

## Fordítás
- Ez a szócikk részben vagy egészben  a   Sankt Margareten im Rosental című német Wikipédia-szócikk ezen változatának fordításán alapul.  Az eredeti cikk szerkesztőit annak laptörténete sorolja fel. Ez a jelzés csupán a megfogalmazás eredetét és a szerzői jogokat jelzi, nem szolgál a cikkben szereplő információk forrásmegjelöléseként.